# مسیه ۵۸
مسیه ۵۸(به انگلیسی: Messier 58) (یا M58 و NGC 4579) یک کهکشان مارپیچی است که در فاصله ۶۸ میلیون سال نوری و در صورت فلکی دوشیزه قرار دارد.و در سال ۱۷۷۹ توسط شارل مسیه کشف شد.
مسیه ۵۸ یکی از درخشان‌ترین کهکشان در صورت فلکی دوشیزه است. دو ابرنواختر, SN 1988A و SN 1989M، در مسیه ۵۸ رصد شدند.